# Jan Jakub z Lamberka
Jan (též Hanuš) Jakub z Lamberka (německy Johann (Hans) Jakob von Lamberg, Freiherr von Ortenegg und Ottenstein, 27. března 1561 – 7. února 1630, Štrasburg v Korutanech) byl rakouský šlechtic z rodu Lambergů původem z Korutan a Kraňska, pán z Lambergu-Ortenecku-Ottensteinu. V letech 1603–1630 vykonával úřad gurského biskupa jako Jan VII. Jakub.

## Život a kariéra
Narodil se jako syn svobodného pána Zikmunda z Lamberka (1536–1619), vrchního zemského stájmistra v Kraňsku, a jeho první manželky Siguny Eleonory Fuggerové z Kirchberg-Weissenhornu (1541–1576), dcery bankéře hraběte Jana Jakuba Fugera z Kirchbergu a Weisenhornu (1516–1575) a Uršuly z Harrachu (1522–1554). Jeho bratr Karel z Lamberka († 1612) v letech 1607–1612 vykonával úřad pražského arcibiskupa. Jeho bratranec Jan Jiří z Herbersteinu († 1663), byl biskupem v Řezně, a strýc Kryštof z Lamberka († 1579) byl biskupem hradecko-sekavským.
Jan Jakub získal přísné katolické vzdělání a v patnácti letech se stal kapitulářem katedrály v Salcburku. V roce 1578 se stal kanovníkem a byl poslán do Collegia Germanica v Římě ke studiu filozofie a teologie. Po návratu byl dne 1. května 1585 v Pasově vysvěcen na kněze a stal se kanovníkem v tamní katedrále sv. Petra.
V roce 1587 a 1597 ho císař Rudolf II. poslal do Říma, aby se postaral o zvolení arcivévody Leopolda koadjutorem pasovské diecéze. Dne 25. února 1603 byl zvolen a 28. září 1603 vysvěcen na biskupa v Gurku. V roce 1613 jej arcivévoda Ferdinand, pozdější císař Ferdinand II. ustanovil místodržitelem a předsedou dvorské komory vnitrorakouské vlády v Štýrském Hradci.
Kvůli své dlouhé nepřítomnosti v diecézi a různým intrikám a vysokým nákladům svého dvora ve Štýrském Hradci požádal v roce 1621 císaře Ferdinanda II. aby ho z této služby propustil.
Jan Jakub z Lamberka zemřel dne 7. února 1630 po 26 letech v úřadu gurského biskupa ve své rezidenci ve Štrasburku a byl pohřben před oltářem při kapli sv. Kříže v tamním kostele sv. Mikuláše.